# La Cérémonie (film, 1971)
Pour les articles homonymes, voir La Cérémonie.
Pour plus de détails, voir Fiche technique et Distribution.
La Cérémonie (儀式, Gishiki) est un film japonais réalisé par Nagisa Ōshima et sorti en 1971.

## Synopsis
Après réception d'un télégramme leur apprenant le décès de leur cousin Terumichi signé de lui-même, Masuo Sakurada et sa cousine Ritsuko partent le retrouver sur une île du sud du Japon. Le voyage sera l'occasion pour Masuo de se remémorer sa vie au sein d'une famille traditionnelle et rigide, menée par un puissant grand-père, Kazuomi, et marquée par différentes cérémonies de mariages et de funérailles. Ces rituels mettent en exergue les tabous, les conflits et les enjeux entre générations d'avant-guerre et d'après-guerre.

## Fiche technique
- Titre : La Cérémonie
- Titre original : 儀式 (Gishiki?)
- Réalisation : Nagisa Ōshima
- Scénario : Nagisa Ōshima, Tsutomu Tamura et Mamoru Sasaki
- Musique : Tōru Takemitsu
- Photographie : Tsutomu Narushima
- Montage : Keiichi Uraoka
- Son : Hideo Nishizaki
- Sociétés de production : Art Theatre Guild, Daiei et Sozosha
- Pays d'origine :  Japon
- Langue originale : japonais
- Format : couleurs - 2,35:1 - son mono - 35 mm
- Genre : comédie dramatique
- Durée : 123 minutes[1] (métrage : 10 bobines - 3361 m[1])
- Dates de sortie :
  - Japon : 5 juin 1971[1]
  - France : 18 octobre 1972[2]

## Distribution
- Kenzo Kawarazaki : Masuo Sakurada
- Atsuko Kaku : Ritsuko Sakurada
- Nobuko Otowa : Shizu Sakurada
- Kei Satō : Kazuomi Sakurada, le grand-père
- Maki Takayama : Kiku Sakurada
- Shizue Kawarazaki : Tomiko Sakurada
- Kiyoshi Tsuchiya : Tadashi Sakurada
- Akiko Koyama : Satsuko Sakurada
- Hosei Komatsu : Isamu Sakurada
- Fumio Watanabe : Susumu Sakurada
- Sue Mitobe : Chiyo Sakurada
- Rokkō Toura : Mori Sakurada
- Atsuo Nakamura : Terumichi Tachibana
- Eitarō Ozawa : Takeyo Tachibana

## Distinctions
Sauf indication contraire, les informations mentionnées dans cette section peuvent être confirmées par la base de données cinématographiques IMDb,  présente dans la section « Liens externes ».

### Récompenses
- 1972 : prix Kinema Junpō du meilleur film et du meilleur réalisateur pour Nagisa Ōshima, du meilleur acteur pour Kei Satō ainsi que du meilleur scénario pour Nagisa Ōshima, Tsutomu Tamura et Mamoru Sasaki[3]
- 1972 : prix Mainichi du meilleur scénario pour Nagisa Ōshima, Tsutomu Tamura et Mamoru Sasaki, de la meilleure musique de film pour Tōru Takemitsu et du meilleur son pour Hideo Nishizaki[4]

### Sélections
- 1971 : Gold Hugo du meilleur film pour Nagisa Ōshima au festival international du film de Chicago
- 1971 : présentation à la Quinzaine des réalisateurs (en sélection parallèle du festival de Cannes 1971)[5]